# Propriano
Propriano (en idioma corso Prupià) es una comuna y población de Francia, en la región de Córcega, departamento de Córcega del Sur.
Su población en el censo de 2012 era de 3.622 habitantes, la mayor de las comunas del cantón.
Puerto situado en el fondo del golfo de Valinco.

## Demografía
| 1 530 | 1 846 | 2 950 | 3 098 | 3 217 | 3 166 | 3 622 |
| Para los censos de 1962 a 1999 la población legal corresponde a la población sin duplicidades (Fuente: INSEE [Consultar]) |       |       |       |       |       |       |

## Geografía
Dispone de un puerto gestionado por el Ayuntamiento, Portu Valincu. Cuenta con 430 amrres para embarcaciones de hasta 60 metros de eslora. Su profundidad máxima es de 3.5 metros y la mínima de 2.